# 리처드 닉슨의 사임 연설
리처드 닉슨의 사임 연설(영어: Richard Nixon's resignation speech)은 미국 대통령 리처드 닉슨이 1974년 8월 8일 저녁 오벌 오피스에서 전국에 TV로 방영된 연설로, 닉슨은 워터게이트 사건으로 인해 다음 날인 1974년 8월 9일에 대통령직에서 사직할 의사를 밝혔다.
닉슨의 사임은 그가 연설에서 "워터게이트의 길고 어려운 시기"라고 언급한 것의 정점이었다. 워터게이트는 1972년 미국 대통령 선거 당시 5명의 남자가 워터게이트 콤플렉스에 있는 민주당 전국위원회(DNC) 본부에 침입한 사건과 닉슨 행정부가 범죄에 대한 개입을 은폐하려 한 시도에서 비롯된 1970년대 연방 정치 스캔들이었다. 닉슨은 궁극적으로 워터게이트 사건의 결과로 대중적, 정치적 지지를 대부분 잃었다. 다음 날 사임할 당시 닉슨은 거의 확실한 탄핵과 면직에 직면해 있었다.
닉슨은 연설에서 "워터게이트 문제로 인해 국가의 이익이 요구하는 방식으로 매우 어려운 결정을 지지하고 직무를 수행하는 데 필요한 의회의 지지를 받지 못할 수도 있다고 결론 내렸기 때문에" 사임한다고 말했다. 닉슨은 또한 사임을 통해 "미국에 절실히 필요한 치유 과정의 시작을 앞당기기를 바란다"고 밝혔다. 닉슨은 자신의 판단 중 일부가 "틀렸다"는 것을 인정하며 "이 결정으로 이어진 사건들 과정에서 발생했을 수 있는 모든 피해에 대해 깊이 유감스럽게 생각한다"고 후회했다. 그러나 그는 자신에게 계류 중인 탄핵 조항에 대해서는 명시적으로 언급하지 않았다.
다음 날 아침인 8월 9일, 닉슨은 서명된 사직서를 국무장관 헨리 키신저에게 제출하며 미국 대통령으로서 유일하게 재임 중 사임한 대통령이 되었다. 부통령 제럴드 포드는 닉슨의 사임에 따라 대통령직을 계승했다.

## 배경
1974년 8월 5일, 리처드 닉슨 대통령의 녹음된 오벌 오피스 대화 중 일부가 공개되었다. 그중 "스모킹 건" 테이프로 묘사된 한 테이프는 워터게이트 침입 직후 녹음되었으며, 리처드 닉슨이 워터게이트 강도 사건 직후 백악관과의 연관성을 통보받았고, 이에 대한 수사를 방해할 계획을 승인했음을 보여주었다. 테이프 공개 이후 닉슨의 대중적 및 정치적 지지는 상당히 감소했다.
닉슨은 이틀 뒤인 8월 7일 공화당 의회 지도자들과 만나 하원에서 확실한 탄핵에 직면하고, 이후 상원에서 면직될 것이라는 통보를 받았다.
8월 7일 저녁, 자신의 대통령직이 사실상 끝났음을 알고 닉슨은 사임을 최종 결정했다.
대통령의 연설문 작성자 레이먼드 K. 프라이스가 사임 연설을 작성했다. 연설은 1974년 8월 8일 저녁 오벌 오피스에서 진행되었고 라디오와 TV로 생중계되었다.

## 비판적 반응 및 분석
로스앤젤레스 타임스의 잭 넬슨은 닉슨의 연설이 자신의 임기에 초점을 맞추기보다는 "미래를 내다보는" 방향을 택했다고 썼다. 연설의 이러한 특징은 존 풀라코스의 '수사학에 대한 소피스트적 정의'에서 소피스트적 수사학의 정의와 일치하는데, 닉슨이 자신의 임기를 반성하기보다는 "[가능한 것을] 포착하려 했다"는 기준을 충족했기 때문이다.
영국 신문 타임스의 프레드 에머리의 기사 '닉슨 대통령 사임; 이날'은 연설에 대해 더 부정적인 입장을 취하며 닉슨의 사과를 "간략하다"고 특징짓고, 닉슨이 완전한 대통령 임기를 수행하는 것에 대한 정의를 비판했다. 에머리는 닉슨이 완전한 대통령 임기를 "대통령이 의회에서 지지를 잃을 때까지"라고 정의한 것이 닉슨이 임박한 탄핵 심판에서 승리하지 못할 것이라는 사실을 알고 있었고, 이 정의를 이용해 빨리 퇴임하려 했다는 것을 암시한다고 주장했다.
스티븐 앰브로스는 자신의 책 "닉슨: 파멸과 회복 1973–1990"에서 닉슨의 연설에 대한 미국 언론의 반응이 일반적으로 우호적이었다고 밝혔다. 이 책은 CBS 뉴스의 로저 머드를 연설을 싫어했던 사람의 예로 들었다. 머드는 닉슨이 워터게이트 사건에 대해 사과하기보다는 자신의 업적을 강조하기 위해 사임 연설을 재구성했다고 지적했다.
1999년, 미국 연설학자 137명에게 "사회적 및 정치적 영향력, 수사적 예술성"을 기준으로 "20세기 미국 최고의 정치 연설 100선" 목록에 포함될 연설을 추천해 달라는 요청이 있었다. 닉슨의 사임 연설은 이 목록에서 39위에 올랐다.

## 본문
안녕히 주무십시오. 이 자리에서 제가 여러분께 말씀드리는 것은 이번이 37번째입니다. 이곳에서는 이 나라의 역사를 만들어낸 수많은 결정이 내려졌습니다. 매번 저는 여러분과 함께 국가의 이익에 영향을 미친다고 생각하는 문제에 대해 논의했습니다.

저의 공직 생활에서 내린 모든 결정에서 저는 항상 국가를 위해 최선을 다하려고 노력했습니다. 길고 어려운 워터게이트 기간 내내, 저는 여러분이 저를 선출한 임기를 완수하기 위해 최선을 다하고 인내하는 것이 저의 의무라고 느꼈습니다.
그러나 지난 며칠 동안, 저는 더 이상 의회에서 그 노력을 계속할 정당한 충분한 정치적 기반을 가지고 있지 않다는 것이 분명해졌습니다. 그러한 기반이 있는 한, 저는 헌법적 절차를 그 결론까지 지켜보는 것이 필요하다고 강하게 느꼈습니다. 그렇지 않으면 의도적으로 어려운 그 과정의 정신에 불충실하고 미래를 위한 위험한 불안정 선례가 될 것이라고 생각했습니다.
그러나 그 기반이 사라지면서, 저는 이제 헌법적 목적이 달성되었고, 절차를 연장할 필요가 더 이상 없다고 믿습니다.
저는 개인적으로 어떤 고통이 따르더라도 끝까지 이어나가는 것을 선호했을 것이고, 제 가족도 만장일치로 그렇게 하라고 권유했습니다. 그러나 국가의 이익은 항상 개인적인 고려 사항보다 우선해야 합니다.
의회 및 다른 지도자들과의 논의를 통해, 저는 워터게이트 문제 때문에 국가의 이익이 요구하는 방식으로 매우 어려운 결정을 지지하고 이 직무를 수행하는 데 필요한 의회의 지지를 받지 못할 수도 있다고 결론 내렸습니다.
저는 결코 포기자가 아니었습니다. 임기를 마치기 전에 퇴임하는 것은 제 몸의 모든 본능에 역겹습니다. 그러나 대통령으로서 저는 미국의 이익을 최우선으로 해야 합니다.
미국은 특히 국내외 문제에 직면해 있는 이 시기에 전업 대통령과 전업 의회가 필요합니다.
앞으로 몇 달 동안 저의 개인적인 면책을 위해 계속 싸운다면, 우리의 모든 초점이 해외의 평화와 국내의 인플레이션 없는 번영이라는 큰 문제에 맞춰져야 할 시기에 대통령과 의회 모두의 시간과 관심을 거의 완전히 소모할 것입니다.
그러므로 저는 내일 정오부터 대통령직을 사임할 것입니다. 부통령 포드는 그 시각에 이 집무실에서 대통령으로 취임할 것입니다.
우리가 이 두 번째 임기를 시작했을 때 미국에 대한 높은 희망을 떠올릴 때, 다음 2년 반 동안 여러분을 위해 이 집무실에서 일하지 못하게 되어 큰 슬픔을 느낍니다. 그러나 정부의 지휘권을 부통령 포드에게 넘기면서, 제가 10개월 전 그를 그 직책에 지명했을 때 국가에 말했듯이, 미국의 리더십은 좋은 사람들의 손에 있을 것이라는 것을 압니다.
이 직무를 부통령에게 넘기면서, 저는 또한 내일 그의 어깨에 짊어질 책임의 무게와 그로 인해 그가 모든 미국인들로부터 필요로 할 이해, 인내, 협력에 대한 깊은 인식을 가지고 있습니다.
그가 그 책임을 맡을 때, 그는 우리 모두의 도움과 지지를 받을 자격이 있습니다. 미래를 바라볼 때, 가장 중요한 첫 번째는 이 나라의 상처를 치유하기 시작하고, 최근 과거의 쓰라림과 분열을 뒤로하고, 위대하고 자유로운 국민으로서 우리의 힘과 통합의 핵심에 있는 공유된 이상을 재발견하는 것입니다.
이러한 조치를 취함으로써, 저는 미국에 절실히 필요한 치유 과정의 시작을 앞당기기를 바랍니다.
이 결정으로 이어진 사건들 과정에서 발생했을 수 있는 모든 피해에 대해 깊이 유감스럽게 생각합니다. 저는 다만 저의 판단 중 일부가 잘못되었다면, 그리고 일부는 잘못되었지만, 그것들은 당시 제가 국가의 최선의 이익이라고 믿었던 대로 내려진 것이라고 말하고 싶습니다.
지난 어려운 몇 달 동안 저와 함께 서준 분들, 제 가족, 친구들, 그리고 그것이 옳다고 믿었기 때문에 저의 대의를 지지해준 다른 많은 분들께, 저는 여러분의 지지에 영원히 감사할 것입니다.
그리고 저를 지지할 수 없다고 느끼신 분들께 말씀드리건대, 저는 저에게 반대했던 분들에 대해 어떤 쓰라림도 없이 떠납니다. 왜냐하면 우리 모두는 궁극적으로 우리의 판단이 어떻게 다르든 간에 국가의 선을 걱정했기 때문입니다.
그러므로 이제 우리 모두가 함께 그 공통된 약속을 확인하고, 모든 미국인들을 위해 우리의 새 대통령이 성공하도록 돕기 위해 힘을 합칩시다.
저는 임기를 마치지 못하는 것에 대한 후회와 함께, 지난 5년 반 동안 여러분의 대통령으로 봉사할 특권에 대한 감사로 이 집무실을 떠날 것입니다. 이 세월은 우리 국가와 세계 역사에 있어 중요한 시기였습니다. 이 세월은 우리 모두가 자랑스러워할 수 있는 성취의 시기였으며, 행정부, 의회, 그리고 국민의 공동 노력을 대표하는 성과였습니다.
그러나 앞으로의 도전은 똑같이 크며, 그것 또한 의회와 국민이 새 행정부와 협력하여 노력하고 지지해야 할 것입니다.
우리는 미국의 가장 긴 전쟁을 끝냈지만, 세계에 지속적인 평화를 확보하는 일에 있어서는 앞으로의 목표가 훨씬 더 광범위하고 어렵습니다. 우리는 평화의 구조를 완성해야 합니다. 그리하여 이 세대, 즉 우리 미국인 세대에 대해 모든 국가의 사람들이 우리가 전쟁 하나를 끝냈을 뿐만 아니라 미래의 전쟁을 막았다고 말할 수 있도록 해야 합니다.
우리는 4반세기 동안 미국과 중화인민공화국 사이에 서 있던 문을 열었습니다.
이제 우리는 중화인민공화국에 사는 세계 인구의 4분의 1이 우리의 적이 아니라 친구가 될 것이며 그렇게 남아 있을 것을 보장해야 합니다.
중동에서는 아랍 국가의 1억 명의 사람들이, 그들 중 다수가 거의 20년 동안 우리를 적이라고 여겼지만, 이제 우리를 친구로 봅니다. 우리는 그 우정을 계속해서 발전시켜 마침내 중동에 평화가 정착하고 문명의 요람이 그 무덤이 되지 않도록 해야 합니다.
소련과 함께 우리는 핵무기 제한 과정을 시작한 중요한 돌파구를 마련했습니다. 그러나 우리는 목표를 단순히 제한하는 것을 넘어, 이 무서운 무기들을 줄이고 마침내 파괴하여 문명을 파괴할 수 없게 하고 핵전쟁의 위협이 더 이상 세계와 사람들을 짓누르지 않도록 해야 합니다.
우리는 소련과의 새로운 관계를 열었습니다. 우리는 그 새로운 관계를 계속 발전시키고 확장하여 세계에서 가장 강한 두 국가가 대결보다는 협력하여 함께 살 수 있도록 해야 합니다.
전 세계적으로, 아시아, 아프리카, 라틴 아메리카, 중동에는 끔찍한 빈곤, 심지어 기아 속에서 사는 수백만 명의 사람들이 있습니다. 우리는 전쟁을 위한 생산에서 벗어나 평화를 위한 생산을 확대하는 것을 목표로 삼아야 합니다. 그리하여 이 지구상의 모든 사람들이 우리 시대에는 아니더라도 자녀들의 시대에는 마침내 품위 있는 삶에 필요한 것을 가질 수 있기를 기대할 수 있도록 해야 합니다.
여기 미국에서, 우리는 대부분의 사람들이 자유의 축복뿐만 아니라 풍요로운 삶을 살 수 있는 수단까지 가지고 있다는 점이 행운입니다. 세계적인 기준으로 볼 때도 풍요로운 삶입니다. 그러나 우리는 더 많고 더 나은 일자리뿐만 아니라 모든 미국인을 위한 완전한 기회, 그리고 지금 우리가 매우 열심히 노력하여 달성하고자 하는 인플레이션 없는 번영이라는 목표를 향해 계속 나아가야 합니다.
4반세기 이상 공직 생활을 하면서 저는 이 시대의 격동적인 역사를 함께했습니다. 저는 제가 믿는 것을 위해 싸웠습니다. 저는 저에게 맡겨진 의무를 다하고 책임을 이행하기 위해 최선을 다했습니다.
때로는 성공하기도 했고 때로는 실패하기도 했지만, 항상 저는 시어도어 루스벨트가 한때 경기장의 사람에 대해 했던 말에서 용기를 얻었습니다. "먼지와 땀과 피로 얼룩진 얼굴로 용감하게 노력하고, 실수하고 또다시 실패하는 사람, 왜냐하면 실수와 결함 없는 노력은 없기 때문이다. 그러나 그는 실제로 그 일을 해내기 위해 노력하고, 위대한 열정과 헌신을 알며, 가치 있는 대의에 자신을 바치고, 최선을 다할 때 결국 위대한 업적의 승리를 알며, 최악의 경우, 실패하더라도 적어도 크게 도전하다 실패하는 사람."
저는 오늘 밤 여러분께 제 몸에 숨이 붙어 있는 한 그 정신을 계속 이어갈 것을 맹세합니다. 저는 의원, 상원의원, 부통령, 대통령으로서의 제 평생 동안 헌신해 온 위대한 대의, 즉 미국뿐만 아니라 모든 국가 간의 평화, 우리 모든 국민을 위한 번영, 정의, 그리고 기회를 위해 계속 일할 것입니다.
무엇보다 제가 헌신해 왔고 살아 있는 동안 항상 헌신할 하나의 대의가 있습니다.
5년 반 전 대통령 취임 선서를 할 때, 저는 "제 직무, 제 에너지, 그리고 제가 소환할 수 있는 모든 지혜를 국가 간의 평화를 위한 대의에 바치겠다"는 신성한 약속을 했습니다.
그 이후로 저는 그 약속에 충실하기 위해 최선을 다했습니다. 이러한 노력의 결과로, 저는 오늘날 세계가 미국 국민뿐만 아니라 모든 국가의 국민을 위해 더 안전한 곳이 되었고, 우리 모든 자녀들이 전쟁에서 죽기보다는 평화롭게 살 수 있는 더 나은 기회를 갖게 되었다고 확신합니다.
무엇보다도 이것이 제가 대통령직을 추구할 때 이루고자 했던 것입니다. 무엇보다도 이것이 제가 대통령직을 떠나면서 여러분과 우리 나라에 남기고 싶은 유산이 되기를 바랍니다.

이 직무에서 봉사하는 것은 모든 미국인과 매우 개인적인 유대감을 느꼈다는 것입니다. 이 직무를 떠나면서, 저는 이 기도를 드립니다: 앞으로 모든 날 동안 하나님의 은총이 여러분과 함께하기를.